# 特里尔沙伊德
特里尔沙伊德是德国莱茵兰-普法尔茨州的一个市镇。总面积4.11平方公里，总人口64人，其中男性28人，女性36人（2011年12月31日），人口密度16人/平方公里。